# Tepoto Norte (atolón)
Tepoto es un atolón del grupo de las islas de la Decepción, en el archipiélago de las Tuamotu, de la Polinesia Francesa. Administrativamente es una comuna asociada a la comuna de Napuka. Está situado a 16 km al noroeste de Napuka.
Es un atolón con la laguna seca, de 2,6 km de largo y 800 m de ancho. La superficie total es de 4 km²;. La villa principal es Tehekega con una población de 61 habitantes en el censo de 2012, sin embargo, en un informe de la BBC de Londres, se indica que en 2020 la población era de 40 habitantes, y un agente de policía local reportó que «13 de los cuales eran niños menores de 12 años». Se le denomina con la orientación Norte para diferenciarlo de Tepoto Sur, también en las Tuamotu en las islas Raevski.
Fue descubierto por el inglés John Byron en 1765 pero al ser pequeño y aislado ha tenido pocos contactos con el mundo occidental.